# 胪雷站
胪雷站（福州話：/lu˥˥ løy˥˧/）位于中华人民共和国福建省福州市仓山区城门镇庵前二路与胪祥路交叉口，是福州地铁1号线的地铁车站，车站于2016年5月18日启用。

## 站名来源
据《福州百科全书》记载，该处曾有一座村落坐落在胪峰山麓，即“村在胪峰内”，便被人们惯称为“胪内”，最后因福州方言之谐音，得今名胪雷。地铁站所处位置则为前胪雷村西侧，终定名胪雷站。

## 车站结构
胪雷站为地下二层车站，地下一层为站厅层；地下二层为站台层，岛式站台。
| 地面     | 出入口                               |  | A1、A2、A3、B、C出入口         |
| 地下一层 | 站厅                                 |  | 票务服务、自动售票机           |
| 地下二层 | 1                                    |  | 1号线 往象峰（三角埕）         |
| 地下二层 | 岛式站台，列车运行方向左侧的车门打开 |  |                                |
| 地下二层 | 2                                    |  | 1号线 往三江口（福州火车南站） |

### 站厅
胪雷站站厅位于中央大道下方。车站站厅采用白色型封闭式吊顶与白色搪瓷板装修，设客服中心1处，位于站厅中部，服务设施规划设置智能导乘机2处、自动售货机1处、ATM3处，站厅西侧规划设有便利店，C出入口通道设有洗手间。

### 站台
胪雷站共设置2个分别来往于象峰、三江口的1号线站台，采用岛式站台设计。车站站台采用白色封闭式吊顶与白色搪瓷板装修，服务设施规划设有智能导乘机2处。

### 出入口与周边
胪雷站共设5个出入口，目前已全部开放，无障碍电梯设于C出入口，由于庵前一路与庵前二路之间有河流穿过，A出入口通道与C出入口通道亦兼顾南北过河过街通道功能。
| 胪雷站出入口信息            | 胪雷站出入口信息 | 胪雷站出入口信息                     | 胪雷站出入口信息 | 胪雷站出入口信息 |
| --------------------------- | ---------------- | ------------------------------------ | ---------------- | ---------------- |
|                             |                  |                                      |                  |                  |
| 编号                        | 设施             | 位置                                 | 接驳交通         | 照片             |
| 出口 · A · 1                |                  | 庵前一路浦道二路路口南侧、沿河步道旁 |                  |                  |
| 出口 · A · 2                |                  | 庵前一路浦道二路路口东侧             | 胪雷新城5区      |                  |
| 出口 · A · 3                |                  | 庵前一路浦道二路路口西侧             | 胪雷地铁口       |                  |
| 出口 · B                    |                  | 庵前二路胪祥路路口西侧               | 胪雷亭           |                  |
| 出口 · C                    |                  | 庵前二路胪祥路路口东侧               | 胪雷地铁口       |                  |
| 注： 设有电梯 \| 设有卫生间 |                  |                                      |                  |                  |

### 周边
目前胪雷站周边多为居民区与待开发的村镇用地，胪峰陈氏祠堂可由A2口出直行约500米到达，胪雷小学、永南佳园、领秀新城、胪雷新城、阳光城大都会C区可由A2、A3口出步行抵达，天马佳园、阳光城大都会A区可由C口出步行抵达，胪雷新城1区可由B口出步行抵达。

## 历史
- 2012年9月21日，胪雷站开工建设。[4]
- 2016年5月18日，胪雷站启用。[1]
- 2017年5月20日，胪雷站A2、A3出入口启用。[5]
- 2021年8月20日，胪雷站A1出入口启用。[6]